# Saropogon ticinense
Saropogon ticinense är en tvåvingeart som beskrevs av Mario Bezzi 1892. Saropogon ticinense ingår i släktet Saropogon och familjen rovflugor.
Artens utbredningsområde är Italien. Inga underarter finns listade i Catalogue of Life.